# Wąsewo (województwo mazowieckie)
Wąsewo – wieś sołecka w Polsce położona w województwie mazowieckim, w powiecie ostrowskim, w gminie Wąsewo.
Miejscowość jest siedzibą gminy Wąsewo.
Wieś szlachecka Wąsowo położona była w drugiej połowie XVI wieku w powiecie ostrowskim ziemi nurskiej. Do 1954 roku siedziba gminy Komorowo. W latach 1975–1998 miejscowość należała administracyjnie do województwa ostrołęckiego. 
We wsi znajduje się Sanktuarium Maryjne. Sanktuarium jest siedzibą parafii Narodzenia NMP. W strukturze Kościoła rzymskokatolickiego parafia należy do metropolii białostockiej, diecezji łomżyńskiej, dekanatu Ostrów Mazowiecka - Chrystusa Dobrego Pasterza.